# AVCHD
AVCHD（エーブイシーエイチディー）とは、Blu-ray Discのアプリケーションフォーマット「BDMV」を応用し、ハイビジョン映像をビデオカメラで記録するための規格の一つであり、パナソニックとソニーが共有する登録商標（第5011316号）である。名称はAdvanced Video Coding High Definitionに由来する。

## 概要
AVCHDは2006年5月に松下電器産業（現：パナソニック）とソニーが基本仕様を策定したハイビジョン動画記録フォーマットである。8センチDVDの記録容量でも十分な高画質の動画が撮影できるよう、映像には高効率符号化が可能なH.264/MPEG-4 AVC方式を採用、音声にはドルビーデジタル（AC-3）方式（LPCM：オプション）を採用、多重化にMPEG2-TSを採用したものである。
またハイビジョン以外に従来の標準方式である480/60iもサポートしている。
AVCHDでは従来のHDV規格などのように1つの記録メディア向けの規格ではなく、ファイルシステムを介して、複数の記録メディアをサポートできるように設計されている。システムビットレートは最大で28Mbps、DVDに記録する場合は18Mbpsまでになっている。2009年1月には720p（1280×720）で撮影するビデオカメラやデジタルカメラ限定の「AVCHD Lite」規格を追加した。AVCHD規格の一部なのでAVCHD対応プレイヤーなどで再生できる。
パナソニックからは放送向けにフレーム単位での編集性を確保した「AVC-Intra」というフォーマットも発表され製品が発売されているが、AVCHD規格とは無関係である。
ハイビジョン放送の録画規格であるAVCRECとは技術上近似しているが互換性はなく、コピー制御にも対応しない。
当初は民生用として開発された規格であったが、徐々に業務用分野にも進出した。パナソニックが「AVCCAM」シリーズで先行し、ソニーも2009年11月に「NXCAM」を発売してこれに続いた。
2010年8月にはパナソニックから、この規格をベースとして1080/60p記録に対応したHDC-TM700、さらに3Dにも対応したHDC-TM750、HDC-TM650が発売された。また2011年1月にはソニーからも1080/60p記録に対応したHDR-CX700Vなど5機種、3D対応のHDR-TD10が登場した。当初これらは正式なAVCHD規格ではなく、パナソニック・ソニーの独自規格という位置づけであったが、2011年7月に「AVCHD Ver. 2.0」（後述）として正式規格化された。

## 経緯
- 2006年
  - 5月 - 松下電器産業（現・パナソニック）とソニーが基本仕様策定（DVDメディア用）を発表
  - 7月
    - 拡張規格として埋め込み型ハードディスクドライブ（HDD）、SDメモリーカード、メモリースティック PRO対応規格を発表し、同時にライセンスを開始
    - キヤノン、サムスン等企業が規格賛同を表明

  - 8月 - 初のAVCHD規格対応、DVD記録のHDR-UX1がソニーから発売
  - 9月 - ソニーからHDD記録のHDR-SR1発売
  - 11月 - AVCHD規格メディア（DVD・メモリーカード等）の再生に対応したプレイステーション3が発売
  - 12月
    - パナソニックからSDメモリーカード記録のHDC-SD1が発売
    - ソニーとパナソニックの両社から、AVCHD規格に対応したBDレコーダーが相次いで発売
- 2007年
  - 4月 - パナソニックからAVCHD記録SDメモリーカード直接再生に対応したプラズマテレビ・VIERA PZ700シリーズ発売
  - 7月 - ソニーからメモリースティック記録のHDR-CX7発売
  - 8月 - キヤノンからDVD記録のHR10発売
  - 11月 - パナソニックから初のAVCHD対応DVDレコーダー発売
- 2008年7月
  - ビクター、AVCHDとMPEG-2両フォーマットに対応したフルHDカメラ発売
  - 日立初のAVCHD対応（内蔵HDDとSDカードにAVCHD記録）Blu-ray Discビデオカメラ発表
- 2009年1月 - 720p撮影カメラ向け規格「AVCHD Lite」発表
- 2011年7月 - 「AVCHD Ver. 2.0」が策定される。3D記録用の「AVCHD 3D」、1080/60p・50p記録用の「AVCHD Progressive」、3Dと1080/60p・50p記録の「AVCHD 3D/Progressive」が盛り込まれた

## 対応機器
2011年9月現在、AVCHD対応機器として下記の製品が存在する（発表のみで正式販売前の製品を含む・業務用除く）。

### カムコーダ
主な現行機種
ソニー ハンディカム
- HDR-CX500V/CX520V、HDR-CX12、HDR-TG5V（内蔵メモリー+メモリースティックPRO Duo）
- HDR-CX180、HDR-CX560V、HDR-CX700V（AVCHD Progressive）、HDR-PJ20、HDR-PJ40V（AVCHD Progressive）、HDR-TD10（AVCHD 3D/Progressive）（内蔵メモリー+メモリースティックPRO Duo/SD/SDHC/SDXCメモリーカード）
- HDR-XR500/XR520V（内蔵HDD+メモリースティックPRO Duo）
- HDR-XR550V（内蔵HDD+メモリースティックPRO Duo/SD/SDHC/SDXCメモリーカード）
- HDR-AX2000（メモリースティックPRO Duo/SD/SDHC/SDXCメモリーカード）
- NEX-VG10、NEX-VG20/VG20H（AVCHD Progressive）（レンズ交換式、メモリースティックPRO Duo/SD/SDHC/SDXCメモリーカード）

キヤノン iVIS
- iVIS HF21、HF20、iVIS HF S11、HFS10（内蔵メモリー+SDHCメモリーカード）
- iVIS HG21（内蔵HDD+SDHCメモリーカード）

パナソニック
- HDC-TM750/TM700/TM650/TM90/TM85（AVCHD Progressive）（内蔵メモリー+SDHCメモリーカード）
- HDC-TM45/TM25（内蔵メモリー+SDHCメモリーカード）
- HDC-TM350/TM300/TM60/TM70/TM30（内蔵メモリー+SDHCメモリーカード）
- HDC-HS350/HS300/HS200（内蔵HDD+SDHCメモリーカード）
- HDC-SD200（SDメモリーカード）

ビクター
- GZ-HM200（SDHCメモリーカード×2）
- GZ-MG880/MG840（内蔵HDD+microSDHCメモリーカード）

日立
- DZ-BD10H（HDD、SDHCメモリーカードのみAVCHD記録）

### デジタルカメラ
パナソニック
- LUMIX
- デジタル一眼
  - DMC-GH1
  - DMC-GH2
  - DMC-GH3（AVCHD Progressive）
  - DMC-GX1
  - DMC-GF1（AVCHD Lite）
  - DMC-GF2
  - DMC-GF3
  - DMC-GF5
  - DMC-G2（AVCHD Lite）
  - DMC-G3（AVCHD）
  - DMC-G5（AVCHD Progressive）
- コンパクトデジタルカメラ
  - DMC-SZ7
  - DMC-SZ9
  - DMC-FZ38（AVCHD Lite）
  - DMC-TZ7（AVCHD Lite）
  - DMC-FX70（AVCHD Lite）
  - DMC-FX80
  - DMC-FX700
  - DMC-FZ100
  - DMC-FZ200（AVCHD Progressive）
  - DMC-FT2（AVCHD Lite）
  - DMC-FT4
  - DMC-FT5（AVCHD Progressive）
  - DMC-ZX3（AVCHD Lite）
  - DMC-LX5（AVCHD Lite）
  - DMC-LX7（AVCHD Progressive）
  - DMC-FX70（AVCHD Lite）
  - DMC-TZ10（AVCHD Lite）
  - DMC-TZ20
  - DMC-TZ30（AVCHD Progressive）
  - DMC-TZ35
  - DMC-TZ40（AVCHD Progressive）

ソニー
- Cyber-shot
  - DSC-TX7
  - DSC-HX5V
  - DSC-TX9
  - DSC-WX5
- α（Eマウント）
  - NEX-5
  - NEX-5N（AVCHD Progressive）
  - NEX-7（AVCHD Progressive）
- α（Aマウント）
  - α33
  - α55
  - α57（AVCHD Progressive）
  - α77（AVCHD Progressive）
  - α65（AVCHD Progressive）

オリンパス
- オリンパス・ペン
  - E-P3
  - E-PL3
  - E-PM1

### ビデオ編集ソフト
アビッド・テクノロジー
- Avid Media Composer - Windows・Mac用ノンリニア編集ソフト（プロフェッショナル向け）
- Pinnacle Studio - Windows用ノンリニア編集ソフト（コンシューマ向け）

Apple
- Final Cut Pro（ファイナル・カット・プロ） - Mac用ノンリニア編集ソフト（プロフェッショナル向け）
- Final Cut Express（ファイナルカット・エクスプレス） - Mac用ノンリニア編集ソフト（Final Cut Pro の廉価版。バージョン4より対応）
- iMovie（アイムービー） - Mac用ノンリニア編集ソフト（コンシューマ向け）

Adobe
- Adobe Premiere（アドビ・プレミア） - Windows・Mac用ノンリニア編集ソフト（Premiere Pro CS4 / Premiere Elements 7 より対応）

コーレル
- Ulead VideoStudio（ビデオスタジオ） - Windows用ノンリニア編集ソフト

Sony Creative Software
- Sony Vegas Pro（ソニー・ベガスプロ） - Windows用ノンリニア編集ソフト（プロフェッショナル向け）
- Sony Vegas Movie Studio（ソニー・ベガスムービースタジオ） - Windows用ノンリニア編集ソフト（コンシューマ向け）

グラスバレー（旧社名：カノープス→トムソン・カノープス）
- EDIUS（エディウス） - Windows用日本国産ノンリニア編集ソフト

CyberLink
- PowerDirector（パワーディレクター） - Windows用ノンリニア編集ソフト

LoiLo
- Super LoiLoScope（スーパーロイロスコープ） - Windows用ノンリニア編集ソフト
- LoiLo Touch （ロイロタッチ） - Windows用ノンリニア編集ソフト（タッチ機能）

マイクロソフト
- Windows Live ムービーメーカー（ただしWindows 7のみ対応）

AVCHDの編集に対応しているノンリニア編集ソフトとして、グラスバレーのEDIUSシリーズやアップルのFinal Cutシリーズ、コーレルのVideoStudioシリーズ、Sony Creative SoftwareのVegasシリーズ、サイバーリンクのPowerDirectorシリーズなどがある。
圧縮率が高いAVCHDは高性能なパソコンでもそのまま編集するのが困難であるため、各社対策を講じている。 Final Cut ProはProResに、EDIUSはGrass Valley HQX Codec 、VideoStudioは中間のSD画質であるプロキシファイルを生成して編集する（設定によりサイズ、コーデックは変更可能、オフにもできる）。これらを用いることによってパソコンの負荷を軽減させることができる。また、Vegasシリーズは他社よりも動作が若干軽いため、中間コーデックを生成せずともAVCHDの編集を行うことが可能であるが、「中間ファイルを生成する機能がない」ともいえる。グラスバレーも、独自のAVCHDエンジンを開発したことにより、EDIUS Neo 2 Boosterではファイル変換無しのリアルタイム編集に対応し、Pro 5のアップデート版である5.5でも同様に対応した。

### オーサリングソフト
コーレル
- MovieWriter - Windows用マルチメディア編集・オーサリングソフト

Nero
- Nero 8、Nero 9 - Windows用マルチメディア編集・オーサリングソフト

### エンコードソフト
ペガシス
- TMPGEnc 4.0 XPress（v4.5以降） - Windows用国産ビデオエンコードソフト
2008年6月19日（Ver 4.5.0.252）のアップデートでAVCHDの入力に対応し、用途に応じた様々な形式に変換できる。出力は、AVCHDに準拠しないが、H.264/MPEG-4 AVC形式の出力は可能。

### 再コンテナソフト
AVCHDのコンテナフォーマット（MPEG2-TS、MTSファイル、M2TSファイル）は扱えるソフトウェアが少ない。そのため編集ソフトによっては、コーデックそのもの（H.264+AC-3）に対応していても扱うことができない場合がある。このような場合、Media Converterといったソフトを利用して、利用しやすい他のコンテナフォーマットへと変換することができる。
- Media Converter - Media Converter
- Preset Files - Media Converter用プリセットファイル

### レコーダー
ソニー（メーカーサイトにリンクが張ってあるのは現行機種）
ブルーレイディスクレコーダー
- BDZ-V9/V7
- BDZ-X90/A70/L70/T90/T70/T50
- BDZ-X100/X95/L95/L55/T75/T55/A950/A750
- BDZ-EX200/RX100/RX50/RX30/RS10
- BDZ-RX105/RX55/RX35/RS15
- BDZ-AX2000/BDZ-AX1000/BDZ-AT900/BDZ-AT700/BDZ-AT500/BDZ-AT300S

ソニー・コンピュータエンタテインメント
- プレイステーション3 - 家庭用テレビゲーム機

パナソニック（メーカーサイトにリンクが張ってあるのは現行機種）
ブルーレイDIGA
- DMR-BW200/BR100
- DMR-BW900/BW800/BW700
- DMR-BR500/BR630V
- DMR-BW930/BW830/BW730
- DMR-BW950/BW850/BW750
- DMR-BW970/BW870/BW770/BW570
- DMR-BR670V
- DMR-BW880/BW780/BW680
- DMR-BWT3000/BWT2000/BWT1000
- DMR-BR590
- DMR-BW890/BW690
- DMR-BWT3100/BWT2100/BWT1100
- DMR-BR585
- DMR-BF200

ハイビジョンDIGA
- DMR-XW300/XW100/XW200V
- DMR-XW320/XW120
- DMR-XP12/22V

ブルーレイディスクプレーヤー
- DMP-BD60
- DMP-BD65
- DMP-BDT900
- DMP-B100

携帯テレビ
- DMP-BV100
- DMP-BV200
- DMP-HV100
- DMP-HV50

三菱電機
REALブルーレイ
- DVR-BZ100
- DVR-BZ200

REAL DVDレコーダー
- DVR-DW100
- DVR-DW200

日立製作所
Wooo ブルーレイディスクレコーダー
- DV-BH250

### テレビ
パナソニック VIERA
- PZ700シリーズ - プラズマテレビ
- PZ750シリーズ - プラズマテレビ
- PZ800シリーズ - プラズマテレビ
- PZR900シリーズ - プラズマテレビ

日立 Wooo（メーカーサイトにリンクが張ってあるのは現行機種）
- XP03/HP03シリーズ - プラズマテレビ
- XP03/WP03シリーズ - 液晶テレビ
- UT800シリーズ - 液晶テレビ
- XP035シリーズ - プラズマテレビ
- XP035シリーズ - 液晶テレビ

AVCHDはビデオ記録用としては新しい規格（ディスクメディアが従来のものを使用しているだけで、従来のDVDビデオ規格とはアプリケーションフォーマットが全く異なる）である。そのため本規格に対応していない機器では同方式で記録されたDVDメディアは再生できない。誤って、一般的なDVDプレーヤーなどAVCHD非対応の機器に挿入すると、機器によってはディスクが取り出せなくなる恐れもある。
今後、対応機器は増えていくものと期待され、DVD/Blu-ray Discレコーダーの新製品ではAVCHDで記録されたディスクを再生する機能が搭載されるようになってきた。

## 記録フォーマット
上でも一部触れているとおり、販売広告の表現上では「DVDにハイビジョンが録画できる」というものであるが、ここでいう「DVD」とは既成のDVDレコーダーやDVDプレーヤーで録画・再生が可能なものや市販のDVDビデオソフトなどのようなAVCHDが登場するまでの一般的なDVDビデオソフトを意味しているわけではなく、記録メディアの物理的な器としてのDVDを表している。
つまりAVCHDディスクとは、従来のDVDビデオソフトとは異なる圧縮方式（コーデック：CODEC）や異なる規格（記録フォーマット）でデータを記録したものを指し、従来のDVD記録方式のカムコーダで作成したディスクと物理的には同じものであるが、論理的に記録されているデータが異なる。つまりこれを通常のDVDプレーヤーで再生することはできない。なお、メーカー側でもDVDプレーヤーでの使用は故障の原因となるので避けるようにとの旨、カタログやWEB等で明記している。
AVCHDでは多重化には従来技術のMPEG2-TSが用いられているが、DVDビデオにおけるMPEG-2圧縮方式の代わりにH.264圧縮方式でハイビジョン動画ファイルを記録する。但し、従来のDVDビデオソフトがMPEG-2ファイルを直接記録しているだけではないのと同様に、H.264のファイルをMPEG2-TSで多重化した上にさらに独自の形式に加工・変換処理したものが記録されている。
上記カムコーダに付属するソフトウェアを用いるか、同一メーカーによるカムコーダに直接接続するDVDライター等を用いると、メニューを含んだAVCHD方式のハイビジョンを再生できるAVCHDディスクを作成することも可能であり、AVCHDカムコーダーからハイビジョン画質を損なわずに、安価な12cmDVD-Rなどへのバックアップ可能なソリューションとなる。
このDVD記録AVCHDカムコーダで撮影時に記録された8cm DVDもファイナライズ後はAVCHDディスクであり、プレイステーション3・BDレコーダー・パソコン等で、ハイビジョン画質で再生できる。
AVCHDディスクは国際標準規格として制定されたものではなく、Blu-ray Disc陣営であるソニーとパナソニックが中心となって決められたカムコーダー用デファクトスタンダードであり、各社の付属ソフト等で作成したAVCHDディスクは、8cm・12cmディスクとも互換性がある。将来的にこの方式のハイビジョン映画ソフト等が出現する可能性は低いが、個別のH.264圧縮方式やディスクの論理フォーマット（UDF 2.5）などはBlu-ray Disc（BD）やHD DVDでも採用されている一般的な新しい規格であり、各メーカーは今後とも開発・発売されるBlu-ray Disc（BD）レコーダー製品やパソコンでの再生や編集をサポートしていくと明言している。
なお、上記のBD/DVDレコーダーはAVCHDの再生ができるだけで、テレビ放送をAVCHD形式で録画できるわけではない。テレビ放送をハイビジョン解像度でMPEG-4/AVC圧縮記録する規格としてAVCRECがあるが、基本的にはAVCHDとは別個の規格である。